# طيران ايتيك
شركة إيتيك إير المحدودة (بالروسية: ООО Авиакомпания «ИТЕК-ЭЙР») كانت شركة طيران مقرها في بيشكيك ( مطار ماناس الدولي ) في قيرغيزستان .

## الوجهات
منذ أكتوبر 2008، قامت شركة طيران ايتيك بتشغيل رحلات ركاب مجدولة إلى الوجهات التالية:
| الدولة    |                                                                      |
| --------- | -------------------------------------------------------------------- |
| الصين     | أورومتشي ( مطار ديوبو الدولي )                                       |
| قرغيزستان | - مركز بيشكيك ( مطار ماناس الدولي ) - أوش ( مطار أوش )               |
| روسيا     | - موسكو ( مطار دوموديدوفو الدولي ) - نوفوسيبيرسك ( مطار تولماتشيفو ) |

تم حظر شركة الطيران من الطيران داخل الاتحاد الأوروبي .

## الحوادث والوقائع

### الخطوط الجوية الإيرانية آسمان الرحلة 6895
في 24 أغسطس 2008، تحطمت طائرة بوينج 737-200 ، مملوكة لشركة إيتيك إير في رحلة مستأجرة لشركة طيران آسمان الإيرانية، الرحلة 6895، بالقرب من مطار ماناس الدولي في بيشكيك عاصمة قرغيزستان.
وذلك أثناء محاولتها الهبوط اضطرارياً والعودة إلى مطار المنشأ، بعد 10 دقائق من الإقلاع. قُتل 68 شخص ونجا22 شخص من الحادث.

## الأسطول
يتكون الأسطول من الطائرات التالية:
2 طائرة بوينج 737-200

## روابط خارجية
- أسطول إيتيك الجوي